# Johann Heinrich Albert von Doeberitz
Johann Heinrich Albert von Doeberitz (* 24. August 1738 in Stargard in Pommern; † 11. April 1811 in Rahnwerder, Kreis Saatzig) war ein preußischer Generalmajor im Infanterieregiment „Kurprinz“.

## Leben

### Herkunft
Er war der Sohn von Johann Christoph von Doeberitz (1698–1738) und dessen Ehefrau Friederike Amalie, geborene von Borcke (1710–1772).

### Militärlaufbahn
Im Jahr 1750 wurde Doeberitz Page beim preußischen Königs Friedrich II. 1756 kam er als Gefreitenkorporal in das Infanterieregiment „Prinz von Preußen“. Während des Siebenjährigen Krieges kämpft er in den Schlachten von Prag, Breslau, Zorndorf, Kunersdorf, Hochkirch, Liegnitz, Torgau, Reichenbach sowie den Belagerungen von Schweidnitz und Dresden. In der Zeit wurde er am 7. Januar 1758 Fähnrich, am 31. August 1758 Sekondeleutnant und am 31. Dezember 1760 Premierleutnant.
Nach dem Krieg wurde Doeberitz am 1. Oktober 1764 unter die Johanniter-Ritter aufgenommen. Am 11. Oktober 1771 wurde er Stabskapitän sowie am 12. Oktober 1776 Hauptmann und Kompaniechef. Als solcher nahm er 1778/79 am Bayrischen Erbfolgekrieg teil. Am 1. November 1786 wurde er Major und am 30. März 1788 Bataillonskommandeur. Am 2. Februar 1793 wurde er Oberstleutnant und am 28. Januar 1795 Oberst. Am 18. Februar 1795 erhielt Doeberitz mit der Erlaubnis zum Tragen der Uniform und einer Pension von 600 Talern seine Demission als Generalmajor.
Nach dem verloren Krieg von 1806 wurde er am 4. Juli 1807 auf Halbsold gesetzt. Am 4. Januar 1811 erhielt er ein Geschenk von 200 Talern und starb im gleichen Jahr am 11. April 1811. Er war Erbherr auf Schönhagen und Lentzke. Das letztere verkaufte er später um Gut Rahnwerder kaufen zu können.

### Familie
Doeberitz heiratete am 15. Oktober 1770 in Brandenburg an der Havel Gräfin Marianne Karoline von Schmettau (* 12. März 1745; † 4. Mai 1795), Tochter des Generalleutnants Karl Christoph von Schmettau. Das Paar hatte mehrere Kinder, darunter:
- Friederike Katharina Luise Karoline (* 14. Juni 1771) ⚭ Friedrich August von Wangenheim (* 1753/1754; † 14. Oktober 1806)[1], Major im Infanterieregiment Nr. 18, gefallen bei Auerstedt
- Agnese Albertine Marianne (* 6. September 1773; † 2. August 1774)
- Karoline Friederike Henriette Amaline (* 10. November 1776) ⚭ N.N. von Wedel zu Moschütz, Ritterschaftsrat

Mit dem Generalmajor endete die männliche Linie Doeberitz. In der Hoffnung seine älteste Tochter hat Anspruch auf das Gut sperrte er sich zunächst wider der angedachten Wappenfusion und der konkreten Übernahme des Namens von Döberitz. Erben wurden dann aber doch die (Adoptiv-)Kinder seines Bruders Georg Ludwig Christoph von Doeberitz, welche die Linie und die Namensführung Knebel-Doeberitz gründeten.